# Два мириса руже
Два мириса руже је српски филм из 2006. године. Режирао га је Миливоје Мишко Милојевић, а сценарио је писао Емилио Карбалидо.

## Улоге
| Глумац             | Улога     |
| ------------------ | --------- |
| Љиљана Стјепановић | Габријела |
| Елизабета Ђоревска | Марлена   |